# 中野シツ
中野 シツ（なかの シツ、1894年〈明治27年〉1月1日 - 2007年〈平成19年〉8月19日）は、日本一の長寿であった女性。福岡県出身。

## 人物
現在の福岡県柳川市出身。20代で乾物店を営む夫と結婚し、無口ながら気丈な性格で、雑貨店を営みながら1男7女の子を育てた。孫22人、ひ孫31人、玄孫3人に恵まれた。1996年から小郡市の老人ホームに入所。趣味は裁縫で、100歳を超えても縫い物をしていた。2007年の初めまで車いすに乗って入所者と一緒に食事などを楽しんでいたが、その後は食欲が衰えていた。
手を合わせて「ありがとう」と言うのが口癖だった。
2007年8月13日、福岡県福智町の皆川ヨ子の死去に伴い、国内最高齢になった。
2007年8月19日、老衰のため小郡市の老人ホームで死去した。113歳と230日だった。